# Inocybe pyriodora
Inocybe pyriodora är en svampart som först beskrevs av Christiaan Hendrik Persoon, och fick sitt nu gällande namn av Paul Kummer 1871. Inocybe pyriodora ingår i släktet Inocybe och familjen Inocybaceae.   Inga underarter finns listade i Catalogue of Life.